# 16.º Escuadrón de la RAF (Reino Unido)
El 16.º Escuadrón es un escuadrón de la Royal Air Force. Se formó en 1915 en el Saint-Omer para realizar funciones de vigilancia y reconocimiento, y fue disuelto en 1919 con el final de la Primera Guerra Mundial. El escuadrón fue reactivado el 1 de abril de 1924, y otra vez tomó un papel de reconocimiento con el que continuó a través de toda la Segunda Guerra Mundial.
En la posguerra, el escuadrón fue disuelto y reformado varias veces, y fue convertido a una escuadrón de bombarderos. Equipado con aviones Tornado GR.1 a partir de 1984, el escuadrón participó en la guerra del Golfo en 1990. Otra vez fue disuelto en septiembre de 1991, antes de su reactivación en noviembre de 1991 como unidad operacional de conversión para aviones Jaguar. Con la retirada inminente de servicio de estos aviones, el escuadrón fue disuelto una vez más en 2005.
El 16.º escuadrón fue reactivado una vez más el 1.º de octubre de 2008, en su función actual. Asentado en la base de la RAF en Cranwell, se entrenan a los pilotos en vuelo básico utilizando aviones Tutor.

## Historia

### Primeros años
El escuadrón se formó en Saint-Omer, Francia, el 10 de febrero de 1915 a partir de elementos del 2°, del 6° y del 9° escuadrón. De inmediato comenzaron a luchar en la Primera Guerra Mundial, bajo el mando de Hugh Dowding. Para el resto de la Gran Guerra, los "santos" se desplegaron por todo el norte de Francia y operaron una serie variada de aviones, que incluyeron Bleriot XI, Martinsyde S.1 y B.E.2c de la Real Fábrica de Aviones, en tareas de patrullajes ofensivos y reconocimiento táctico reconocimiento. Su primera disolución se produjo en la víspera de Año Nuevo de 1919, reactivándose en Old Sarum el 1 de abril de 1924, utilizando inicialmente aviones Bristol Fighter en tareas de reconocimiento táctico, y posteriormente por aviones Atlas y Audax.

### Segunda Guerra Mundial
En mayo de 1938, el escuadrón empezó a utilizar aviones Lysander, continuando con sus funciones tácticas en tiempos de guerra, en Francia desde abril de 1940. En noviembre de 1942 regresó a Inglaterra y llevó a cabo patrullas marítimas, con dos objetivos: encontrar aliados derribados o fuerzas enemigas. Para abril de 1942, el escuadrón fue reequipado con aviones P-51 Mustang, encargado de llevar a cabo redadas de combate y tareas de reconocimiento sobre Francia. En febrero de 1943, utilizó aviones Spitfire Mk V para las funciones mencionadas. El 32 de junio de 1943 el escuadrón formó parte del Ala de Reconocimiento Estratégico de la 2.º Fuerza Aérea Táctica de la RAF, como una unidad de reconocimiento fotográfico de alta altura, utilizando aviones Spitfire PR Mk XI, con asentamiento en la base de la RAF en Blackbushe. en la preparación para el Día D, el 16.º escuadrón suministró fotografías para la planificación del desembarco aliado. Después de estas tareas esenciales, siguió con sus tareas de reconocimiento hasta el final de la guerra.

### En la era de los motores a reacción (jet)
El escuadrón fue disuelto en Celle, Francia, el 1.º de abril de 1946, pero fue reactivado en la base de la RAF en Fassberg, Alemania, el mismo día, utilizando aviones de 24 cilindros Hawker Tempest Mk V hasta su conversión a motores Mk II el 7 de junio de 1946. El 7 de diciembre de 1948, el 16.º escuadrón recibió su primer jet: el de Havilland Vampire FB.5, que dio paso a los aviones de Havilland Venom FB.1 en noviembre de 1954, hasta su disolución en Celle, una vez más, el 1.º de junio de 1957.
Durante el inicio de la Guerra Fría, el Escuadrón fue reformado en la base de la RAF en Laarbruch, el 1 de marzo de 1958, y permanecería allí hasta 1991. El 16.º Escuadrón mantuvo un estado de disposición permanente, encargado de hacer frente a la "amenaza soviética", en estado de espera y con funciones de uso de armas nucleares tácticas. El avión Canberra B (I) 0.8, que estaba equipado con dos armas nucleares, fue operado por el escuadrón durante 14 años, pero dio paso a los aviones Buccaneer S.2B, el 16 de octubre de 1972. El escuadrón poseía doce de estos aviones,equipados con una variedad de armas convencionales y dieciocho bombas nucleares WE.177. A pesar de los Buccaneers podría llevar dos bombas WE.177, después de tener en cuenta el desgaste en la fase convencional de una eventual guerra de alta intensidad en Europea , y después de la retención de algunos aviones en reserva, los planificadores de la Royal Air Force consideraron que la fuerza escuadrón restante seguiría siendo suficiente para el transporte del arsenal de armas nucleares. Los Bucaneer se distinguieron en muchos ejercicios de bombardeo, y entre sus victorias se incluyen el hecho de haber ganado el Trofeo Salmond en 1978 y 1979. En 1984, el Escuadrón fue re-equipado con aviones Tornado GR.1, conservando su papel en la lucha contra la "amenaza soviética" en Europa con armas convencionales y dieciocho bombas nucleares WE.177. Una proporción similar a 1,5 armas por aviones como respecto a los Buccaneer.
Antes de la Operación GRANBY en 1990 y la primera Guerra del Golfo, el escuadrón despegó desde la base aérea de Tabuk. El 16.º fue el escuadrón líder en el despliegue, junto al 20.º escuadrón y sus tripulaciones, de otros escuadrones de aviones Tornado GR.1. La "Fuerza de Tabuk" utilizaron JP233 y bombas de 1000 libras en incursiones de baja altura, contra los campos de aviación iraquíes y otros objetivos. Algunos de los aviones de la escuadrilla más tarde formaron parte de cuelos TIALD, que llevó a cabo bombardeos de media altura. A raíz de las hostilidades, el escuadrón se disolvió el 11 de septiembre de 1991, pero fue reactivado en noviembre, en la base de la RAF en Lossiemouth como el 16.º (R) Escuadrón, un escuadrón de reserva y una "Unidad de Conversión Operacional", sustituyendo y haciéndose cargo de las aeronaves y las armas del 226.º escuadrón, entrenando y convirtiendo nuevos pilotos para aviones Jaguar. Aunque ya no es un escuadrón operativo de primera línea, sus doce aviones están equipados con armas convencionales y ocho armas nucleares WE.177 para su uso en una guerra de alta intensidad en Europea, y resto se asignó al SACEUR a tal efecto.
A pesar de ser un escuadrón no operacional, sus pilotos fueron involucrados en la operación Deny Flight y la Operation Northern Watch. El escuadrón se trasladó a la base de la RAf en Coltishall, en el verano de 2000, pero se disolvió el 11 de marzo de 2005, con Jaguar próximo a su retiro.

## Papel actual
El 1 de octubre de 2008, la escuadrilla fue reformada en la base de la RAF en Cranwell como parte del 22.º Grupo, operando aviones Grob Tutor. El 16.º (Reserva) Escuadrón continúa su función de formación, instruyendo a los nuevos pilotos, en el Entrenamiento Elemental de Vuelo (EFT, por sus siglas en inglés Elementary Flying Training) como parte de la 1.º EFTS De 2005 a 2008 la unidad se conocía como el 1.º Escuadrón de la 1.º EFTS. A raíz de una reestructuración en la formación de pilotos de la RAF,[cita requerida] el 16.º (R) escuadrón instruye a la tercera parte de los nuevos pilotos de la RAF y algunos pilotos del extranjero; el resto se reparten entre el 57.º (R) escuadrón, en la base de la RAF en Wyton, y el 85.º (R) escuadrón, en la base de la RAF en Church Fenton. El papel de estos escuadrones es la de proporcionar a los pilotos de los cursos de formación más avanzados en vuelo, en su camino a ganar las codiciadas "alas" y unirse a la línea del frente . A principios de 2008, el príncipe Guillermo dio sus primeros pasos en su carrera en la aviación en el 16.º Escuadrón, al efectuar un vuelo en solitario, su primera incursión al mando de un avión G-Tutor BYXN; su padre también aprendi+ó a volar en la base de la RAF en Cranwell, en 1971.